# 스완 (음악 그룹)
'Swan'은 대한민국의 4인조 걸그룹이었다. 
데뷔곡: 이 노래 들으면 전화해
후속곡: 고양이

이전 구성원: 김연지, 한지나, 홍진영, 허윤미
2007년에 처음이자 마지막 앨범 ‘Blooming Swan’ 으로 데뷔하였으나, 2달만에 해체되었다.

## 음반
- 2007년 Booming Swan

데뷔곡: 이 노래 들으면 전화해
후속곡: 고양이